# Saint-Saturnin, Cher

Saint-Saturnin este o comună în departamentul Cher, Franța. În 1 ianuarie 2022 avea o populație de 440 de locuitori.